# Tarvastu (gemeente)
Tarvastu (Estisch: Tarvastu vald) is een voormalige gemeente in de Estische provincie Viljandimaa.
Tarvastu ging in het najaar van 2017 tegelijk met Kolga-Jaani op in de landgemeente Viljandi. De landgemeente Tarvastu had  een oppervlakte van 407,9 km² en telde op 1 januari 2017 3268 inwoners. Deze gemeente telde 37 nederzettingen, waarvan de hoofdplaats Mustla de status van alevik (vlek) heeft. De grootste dorpen waren Väluste, Soe, Suislepa en Kärstna. In het oosten grensde de gemeente aan het Võrtsmeer, het grootste dat geheel op Estisch grondgebied ligt.
Mustla had tussen 1938 en 1979 de status van stad. In deze plaats bevinden zich een gymnasium (Tarvastu Gümnaasium) en de bibliotheek van Tarvastu (Tarvastu Raamatukogu), de oudste volksbibliotheek van Estland, die in 1860 werd gesticht.
De historische kerk van de plaats Tarvastu staat tussen Sooviku en Porsa. Oorspronkelijk dateert hij uit de 14de eeuw, maar na verschillende branden en verwoestingen heeft hij sinds 1893 een neogotisch aanzien. De toren is 62 m hoog.
Bij Sooviku bevinden zich aan de rivier de Tarvastu ook de resten van de burcht die de Lijflandse Orde in de 14de eeuw op deze plek bouwde. Bij de ruïne staat een neoclassicistische grafkapel uit 1825, die door de familie Mensenkampff is gebouwd. De Mensenkampffs resideerden op het landgoed Tarvastu (Duits: Tarwast), waarvan het hoofdgebouw aan de overkant van de rivier stond. De hangbrug die het landgoed met de begraafplaats verbond, doet sinds 1931 dienst bij de burchtruïne van Viljandi. Het hoofdgebouw van landgoed Tarvastu is verloren gegaan, maar het is niet bekend wanneer..
Ook bij Suislepa en Kärstna bevinden zich landgoederen. Het landgoed Uue-Suislepa (Neu-Suislep) is de bakermat van de suislepp (ook: suislepper), een in de 18e eeuw ontwikkeld appelras. Behalve het hoofdgebouw, dat sinds 1920 als school wordt gebruikt, resteert van dit landgoed ook een 19de-eeuwse molenromp.